# Episodi di Nuovo Santa Clause cercasi (prima stagione)
La prima stagione della serie televisiva Nuovo Santa Clause cercasi (The Santa Clauses), composta da 6 episodi, è stata distribuita in prima visione assoluta negli Stati Uniti d'America sulla piattaforma streaming Disney+ dal 16 novembre al 14 dicembre 2022.
In Italia la stagione è stata distribuita sul servizio di streaming on demand Disney+, in contemporanea con la messa in onda originale.
| nº | Titolo originale                           | Titolo italiano                        | Pubblicazione    |
| -- | ------------------------------------------ | -------------------------------------- | ---------------- |
| 1  | Chapter One: Good to Ho                    | In carrozza                            | 16 novembre 2022 |
| 2  | Chapter Two: The Secessus Clause           | La clausola Secessus                   | 16 novembre 2022 |
| 3  | Chapter Three: Into the Wobbly Woods       | Nel bosco barcollante                  | 23 novembre 2022 |
| 4  | Chapter Four: The Shoes Off the Bed Clause | La clausola della scarpe giù dal letto | 30 novembre 2022 |
| 5  | Chapter Five: Across the Yule-Verse        | Attraverso il Nata-Verso               | 7 dicembre 2022  |
| 6  | Chapter Six: A Christmas to Remember       | Un Natale da ricordare                 | 14 dicembre 2022 |

## In carrozza
- Titolo originale: Chapter One: Good to Ho
- Diretto da: Jason Winer
- Scritto da: Jack Burditt

### Trama
Nel 2022, sono passati 28 anni da quando Scott Calvin ha assunto il ruolo di Babbo Natale. Durante un viaggio a Lakewood, Illinois, Scott nota che meno bambini vogliono regali e fa visita a Sara, la prima persona a cui ha fatto un regalo dopo essere diventato Babbo Natale, che è diventata una giovane adulta. Mentre Babbo Natale sta facendo il suo giro con il suo assistente folletto Noel, la magia di Scott vacilla e le renne finiscono fuori rotta, facendole atterrare di nuovo al Polo Nord. Nel frattempo, la moglie di Scott, Carol, origlia i suoi figli, Buddy "Cal" e Sandra, il primo gioca sempre con la realtà virtuale e la seconda nota che crescendo al Polo Nord ha solo come amici degli animali. Nel frattempo, Simon Chokshi, amministratore delegato di Tutto e subito (una compagnia di spedizioni) sta cercando di bilanciare la vita come padre single di sua figlia Grace dopo la morte di sua moglie. Scott, ritornato dai folletti, scopre che sta perdendo peso e così inizia una dieta per aumentarlo. L'anno successivo mentre sta facendo il suo giro, cade da un tetto, portando Carol a preoccuparsi mentre Betty, la moglie di Noel e nuovo capo folletto è preoccupata per Scott. Grace parla con suo padre Simon riguardo alle sue convinzioni su Babbo Natale, ma lui spiega che non sa se è reale.
- Nota: la scena finale in cui Scott cade dal tetto è un rimando al primo film del 1994.

## La clausola Secessus
- Titolo originale: Chapter Two: The Secessus Clause
- Diretto da: Jason Winer
- Scritto da: Katy Colloton e Katie O'Brien

### Trama
Betty informa Scott di un'altra clausola chiamata clausola Secessus che consentirebbe a Scott di ritirarsi da Babbo Natale una volta scelto un degno successore. Scott inizialmente considera i suoi figli per il ruolo, ma Charlie lo rifiuta poiché è felicemente sposato con una sua famiglia e Buddy ha il desiderio di vedere il mondo reale. Nel frattempo, Simon cerca di ottenere investitori per la sua attività per migliorare il suo sistema di consegna, ma gli si ritorce contro quando uno dei suoi droni automatizzati non funziona correttamente. Tornando a casa, Simon e Grace trovano il loro soggiorno addobbato per il Natale poco prima che i folletti vengano a portarli al Polo Nord.

## Nel bosco barcollante
- Titolo originale: Chapter Three: Into the Wobbly Woods
- Diretto da: Charles Randolph-Wright
- Scritto da: Kevin Hench

### Trama
Scott incontra i potenziali candidati di Santa Clause (incluso Peyton Manning) mentre Carol e Buddy non vedono l'ora di vivere fuori dal Polo, anche se Sandra, tuttavia, è riluttante ad andarsene. Mentre Scott incontra Simon, Sandra accompagna Grace in un tour del Polo e scopre di poter capire gli animali. Lei e Grace vanno nel bosco barcollante per incontrare la Befana, la strega di Natale. Scott e Simon vanno a cercarle e si legano alle loro reciproche lotte come padri. Scott decide di fare di Simon il nuovo Santa Clause e lui e la sua famiglia partono per Chicago. Non fanno in tempo ad andarsene che il Polo Nord ha una leggera scossa di terremoto. Qualcosa minaccia il Natale e la sfera dello spirito del Natale, che era stata data a Betty da Bernard (il primo capo folletto), comincia a presentare macchie scure.

## La clausola della scarpe giù dal letto
- Titolo originale: Chapter Four: The Shoes Off the Bed Clause
- Diretto da: Charles Randolph-Wright
- Scritto da: Ari Berkowitz e Alison Bennett

### Trama
La famiglia Calvin inizia ad adattarsi alla vita nel mondo reale. A Carol viene offerto un lavoro come direttrice di una scuola locale, Buddy si innamora di una ragazza di nome Riley e Sandra fa amicizia iscrivendosi a un circolo ippico. Scott, tuttavia, fatica ad adattarsi a non essere più Santa Clause. Al Polo Nord, il primo giorno di Simon come nuovo Santa Clause è iniziato male poiché ha perso il cappotto e poi decide di lanciare una nuova campagna chiamata "Natale tutti i giorni", che si ritorce contro di sé abbassando lo spirito natalizio e facendo iniziare a far scomparire i folletti, preoccupando Betty, che Simon licenzia dopo che lei ha iniziato a interrogarlo. Betty visita la Befana alla ricerca di un vecchio amico solo per trovare il cappotto. Intanto Noel stufo di lavorare per Simon raggiunge Scott. Quest'ultimo un pomeriggio in cui vuole fare le decorazioni con la sua famiglia, si accorge che tutti i suoi membri si sono immobilizzati ad eccezione di lui. Dopodiché una misteriosa figura posa la mano sulla spalla di Scott.

## Attraverso il Nata-Verso
- Titolo originale: Chapter Five: Across the Yule-Verse
- Diretto da: Katie Locke O'Brien
- Scritto da: Eugene Garcia-Cross, Hayley Frazier e Emalee Burditt

### Trama
Scott scopre che la misteriosa figura dietro di lui non è altro che Bernard, l'ex capo folletto che anni fa lasciò il Polo Nord, incontando e sposando Vanessa Redgrave e rinunciò alla sua immortalità. Gli dice che Simon sta rovinando il Natale, ma Scott rifiuta comunque perché pensa di aver semplicemente bisogno di sistemarsi. Così Scott improvvisamente trasportato nell'era della Grande depressione dove incontra il precedente Santa Claus, soprannominato Santa Claus 17, che cerca anche lui di convincerlo a farlo. ritornare nel ruolo. Santa Claus 17 aveva effettivamente incontrato Scott quando era bambino ed era rimasto colpito dal suo spirito generoso. Lui, proprio come ogni altro bambino, ha dovuto farsi cancellare la memoria dell'incontro, con grande costernazione di Scott.
Scott incontra i precedenti Santa Claus tra cui Papai Noel, San Nicola e persino  Krampus, che gli dicono tutti perché è importante che ritorni nel ruolo poiché non avrebbe dovuto ancora rinunciare al cappotto. Bernard finalmente dice a Scott la verità sulla sua introduzione come Santa Claus. Tutti i precedenti Santa Claus erano eterei e Scott è stato il primo essere umano a indossare il cappotto. La caduta dal tetto di Santa Claus 17 è stata pianificata perché i tempi stavano cambiando e c'era bisogno di qualcuno che fosse capace di adattarsi alla nuova era e le clausole sono state inventate appositamente per lui, tra cui trovarsi una moglie e facendo nascere e crescere figli al Polo Nord che avrebbero avuto poteri. Mostrano a Scott la sfera di Natale con come Simon ha trasformato il Polo Nord in una società senza cuore e tutti gli elfi stanno scomparendo.
Scott torna a casa e racconta alla sua famiglia cosa è successo, scovolgendoli e facendogli capire che sono la prima famiglia Claus, vero motivo per cui Betty evitava ogni discorso su quelle precedenti. Scott comprendendo le conseguenze della sua scelta. Di ritorno al Polo Nord, Simon continua il suo piano per la campagna "Natale tutti i giorni". Il tecnico elfo Hugo avverte Simon che la magia si sta esaurendo, ma lui lo ignora. Scott e Noel usano la sfera di Natale per tornare al Polo Nord e lasciarsi alle spalle il resto dei Calvin. I Calvin si rendono conto che le cose stanno peggiorando, ma Cal scopre che può vedere i vortici che usa il padre quando viaggia ed è costretto a dire a Riley che lui e la sua famiglia se ne stanno andando. Anche se lei non crede che suo padre sia Santa Claus, lui mostra le sue abilità indovinando correttamente il giocattolo che vorrebbe suo fratello minore (un Funko Pop di Loki), Sandra capisce che può sentire gli animali.
Betty parla con Grace che le conferma che gli elfi stanno scomparendo, ma che risolveranno la cosa. Poco dopo, Betty scompare. Scott e Noel si separano e il primo incontra Gary che afferma di essere sopravvissuto alla scomparsa indossando un cappello di carta stagnola di Hershey. Mentre cercano intorno al Polo Nord, vengono improvvisamente catturati. Sandra convince il suo cavallo che può volare e i Calvin fanno un giro in carrozza nel cielo con Cal che li guida attraverso un portale fino al Polo Nord. Simon rinchiude Scott e Gary prima di prendere la sfera di Natale e andarsene con essa.

## Un Natale da ricordare
- Titolo originale: Chapter Six: A Christmas to Remember
- Diretto da: Katie Locke O'Brien
- Scritto da: Hayley Frazier e Emalee Burditt

### Trama
Il resto dei Calvin arriva e cerca di evitare di essere catturato dai droni di Simon che hanno un'intelligenza artificiale e stanno osservando il Polo Nord. Ancora in prigione, uno dei droni sente Scott e Gary discutere della necessità di prendere il cappotto, allertando Simon che inizia anche lui una folle ricerca. Quando Grace gli offre un regalo, lui si sente frustrato e le urla di restare nella sua stanza. I Calvin riescono a trovare Noel prima di salvare Scott, dove si scopre che avrebbe potuto semplicemente mangiare per uscire dalla prigione. Noel fa cadere accidentalmente il cappello di Gary, facendo svanire anche lui.
Simon trova i soldati a orologeria e li manda a cercare il cappotto. La banda si divide per cercarlo e Carol si ritrova a picchiare con rabbia i soldati. Sandra parla con i suoi amici animali per aiutarla mentre Grace la sente e Cal riesce a parlare con i droni e li convince ad aprirsi emotivamente. Tutti riescono a trovare il cappotto proprio come lo scopre anche Simon. Nonostante la presenza della Befana, Simon prende il cappotto e minaccia di bruciarlo, ma Grace lo ferma e gli dice che da quando è al Polo Nord non sono mai stati insieme e lui pensa solo agli affari, facendolo pentire. Scott chiede a Grace di perdonare suo padre perché ha perso la strada e lei gli offre una palla di neve che mostra il loro primo Natale insieme senza sua madre. Rendendosi conto del suo errore, Simon si scusa per come si è comportato mentre il cappotto ritorna a Scott.
L'intera banda va alla ricerca della sfera di Natale e scopre che è completamente nera. Scott ammette che è stata colpa sua perché non è riuscito ad abbracciare lo spirito natalizio. Tutti si abbracciano, il che fa riaccendere la sfera e tutti gli elfi ritornano. Scott indossa l'abito, riportandolo al ruolo di Babbo Natale, e i Choksis tornano a casa con la memoria cancellata. Sandra usa i suoi poteri per far volare di nuovo le renne mentre i Calvin sono invitati a volare sulla slitta con Babbo Natale quest'anno. I Calvin prendono il volo visitando rapidamente tutte le case. All'ultima fermata, Cal va da solo e scopre di essere a casa di Riley. Alla fine scopre la verità su di lui e condividono un bacio, anche se è implicito che Cal si sia dimenticato di cancellarle la memoria.
I Calvin tornano a casa quando viene rivelato che hanno lasciato a tutti una palla di neve in questa stagione affinché tutti possano ricordare loro i momenti migliori insieme. Il Natale viene ancora una volta salvato poiché Betty dice felice a Babbo Natale che mancano 365 giorni a Natale e che sono già in ritardo